# Огдру Джахад
Огдру Джахад (англ. Ogdru Jahad) — вымышленное божество из серии комиксов о Хеллбое, придуманное Майком Миньйолой. Огдру Джахад также описывают как "Семеро в одном". Это божество является центральным антагонистом всех комиксов, хотя и не делает каких-то активных действий, будучи запертым в "Золотых коконах". Чудовище имеет 369 детей, известных как Огдру Хем.

## Вымышленная биография
В начале времени Бог создал нескольких духов. Многие из этих духов были назначены Надзирателями по Вселенной. Один из Надзирателей, известный как Анум "... решился взять с неба огонь, а из грязи слепил Дракона...". Таким образом, Огдру Джахад состоит из четырех классических элементов. Другие Надзиратели заточили чудовище в кристаллы, но еще оно уже успело ожить и даже родить 369 детей.
Надзиратели, увидев новорожденных чудовищ, пошли на войну с ними. После войны большинство Огдру Хем потеряли физические тела, а все остальные были заточены в самых разных местах. После этого Надзиратели убили Анума, и от него осталась только правая рука — рука Судьбы. За то, что его творения не выполнили своей главной миссии, Бог сбросил большинство Надзирателей в пропасть, оставшиеся попали на Землю и образовали первую в ней расу — золотых людей Гипербореи.
Как позже оказалось, правая рука Анума уцелела, и ее нашли гиперборейцы. 10 000 лет спустя произошло падение Гипербореи, когда Геката использовала лидера нации, Тота, чтобы раскрыть все тайны Надзирателей. Тот проклял Гекату, но коррупция в его нации не закончилась. Все это привело к уничтожению Гипербореи.
После ледникового периода появились люди, и гиперборейцы начали отходить на второй план, а также разделились на две ветви. Одна ветвь начала передавать своим наследникам знания, а другая попыталась восстановить свое величие, и этим они погубили себя. Рука Судьбы конце концов попала в Ад, где ее присоединили к Хеллбою, чтобы в нужное время он освободил Огдру Джахада.

### Участие Хеллбоя
Когда родился Хеллбой, Десница Судьбы была привита к руке новорожденного Аззаэлем перед тем, как быть отправленной из ада и вызванной на Землю годами позже Распутиным. Хеллбой знает, что он должен держать руку, так как было бы опаснее пытаться избавиться от нее. Уже были предприняты попытки отделить Хеллбоя от его руки, чтобы защитить мир и ускорить его разрушение. Хеллбой считает, что он - лучшая защита, которую может иметь рука.
Хотя определенные события показали, что Правая Рука Судьбы - это ключ к освобождению Огдру Джахада, действия Германа фон Клемпта и монстров предполагают, что есть и другие условия, которые необходимо выполнить. Призывы Червя-Завоевателя и Катха-Хема должны были привести к свободе Огдру Джахад, но правая рука Хеллбоя не участвовала в этих планах и поэтому считалась обреченной на провал. Даже Нимуэ, одержимый Огдру Джахадом, чтобы служить их сосудом и каналом для преждевременного входа в мир, также закончился неудачей, но начал серию событий, которые завершатся концом человечества.
К концу Бюро Паранормального Расследования Дел(БПРД), Ад на Земле, Огдру Джахад находятся на грани победы, и один из них, а именно Нунн-Джахад, приземляется на Земле в Ардженте, штат Канзас, опустошая прилегающую территорию на многие мили. Он немедленно приступил к созданию нескольких Огдру Хема, поскольку и ССС, и БПРД мобилизовались, чтобы попытаться сразиться с ним. Элизабет Шерман и Иоганну Краусу удалось уничтожить стражей Огдру(и Джахада и Хема), но они не смогли повредить самого дракона и вынуждены были отступить. Прибытие Нанна-Джахада также связало его с психической сетью, которая питает Черное Пламя. После того, как Черное Пламя побеждено, Нанн-Джахад начинает двигаться, принося с собой бурю огня и молний. Он продолжал извергать десятки новых Огдру Хем за час, подавляя попытки Лиз и Иоганна остановить волну. Американские военные пытаются стрелять по нему всеми доступными ядерными боеголовками, но без всякого эффекта. В конце концов он проходит мимо штаб-квартиры БПРД и уничтожает его огненным шаром, который убивает Кэтрин Корриган и Паню. После этого ему противостояли несколько Стражей из ада, которых вызвал демон Варвара; однако, несмотря на их усилия, Огдру Джахад сожгли их. Нунн-Джахад был наконец убит, когда Иоганн направил бесконечную силу Врила, чтобы разбить ее, при этом пожертвовав собой. Со своей смертью Огдру Хем по всему миру перестает двигаться и подавать какие-либо признаки жизни, давая миру немного передышки.
Огдру Джахад был наконец убит после того, как Хеллбой умер, и Огдру Хем захватили мир. Клуб Осириса использовал отрубленную правую руку Хеллбоя, чтобы «протянуть руку в пустоту, схватить Драконов в их коконах и понести их к Земле». Удар убил Огдру Джахад и весь Огдру Хем, при этом духи Огдру Джахада были поглощены рукой и перекачаны в членов Клуба Осириса, чтобы сделать их богами. Дух Хеллбоя восстановил свою руку до того, как передача могла быть завершена, убив членов Клуба и, возможно, воскресив Хеллбоя. Пророчество о Огдру Джахаде, сжигающем Землю, а затем переделывающем ее заново, исполнилось Хеллбой, Гекатой и Лиз. Последняя сожгла все на поверхности Земли и, казалось, покончила с собой, а Хеллбой забрался в форму Железной Девы Гекаты, заставляя его кровь распространять жизнь по всей планете и заново заселять ее представителями вида Эйба Сапиена. Геката и Хеллбой тоже приняли участие, но как правители.

## Имена Драконов
- Амон Джахад
- Адад Джахад
- Намрат Джахад
- Ирра Джахад
- Нунн Джахад
- Беуу Джахад
- Нергал Джахад

## В других медиа

### Фильмы
Огдру Джахад появляется в фильме «Хеллбой» 2004 года, где его пытается освободить Григорий Распутин. Они конечно не полностью показаны, как и в видении Распутина, но они больше похожи на осьминогов, драконов, и других существ, но заключены в хрустальные раковины. Их силы толком не показаны, как и в разных вариантах, но он их назвал семью богами хаоса, для захвата мира для сил ада, и потом «построить новый Эдем». В конце фильма Распутин все же освобождает Огдру Джахада с помощью Хеллбоя, но тот вспоминает, кем является на самом деле, и закрывает вход Дракона в наш мир. В фильме также появились существа из Огдру Хем, но появились лишь двое. Один являлся Саммаэлем, а второй находился в Распутине который ждал подходящего момента чтобы освободиться. Только второго существа в фильме так и не назвали.